# Orquesta Sinfónica de la SWR de Baden-Baden y Friburgo
Esta orquesta actualmente es la Orquesta Sinfónica de la SWR, tras la fusión con la Orquesta Sinfónica de la Radio de Stuttgart
La Orquesta Sinfónica de la SWR Baden-Baden y Friburgo (SWR Sinfonieorchester Baden-Baden und Freiburg) fue una orquesta sinfónica asociada a la Radio del Suroeste de Alemania. Desde 2016, la emisora la fusionó con su otra orquesta, la Sinfónica de la Radio de Stuttgart. Desde su fundación en 1946 fue conocida por sus estrenos de música contemporánea, y se encontraba entre las mejores orquestas de Alemania. Su último director titular fue el francés François-Xavier Roth, y contó como directores invitados honorarios con Hans Zender y Michael Gielen y con Teodor Currentzis como principal director invitado. Desde 1996, la sede de la orquesta era el Konzerthaus Freiburg, aunque desarrollaba una importante actividad también en el Festspielhaus Baden-Baden. Su último concierto, dirigido por Roth, tuvo lugar el 17 de julio de 2016.

## Historia
Fue fundada el 1 de febrero de 1946 con el nombre de Gran Orquesta Filarmónica de la Südwestfunk. Su primer director titular fue Hans Rosbaud, con el que hizo su primera aparición en 1950 en los Donaueschinger Musiktagen interpretando música contemporánea. Desde entonces, la orquesta ha estrenado más de 400 obras nuevas. En 1996, con la fusión de las emisoras Süddeutscher Rundfunk (SDR) y Südwestfunk (SWF), la orquesta adopta su nuevo nombre bajo el patrocinio de la Südwestrundfunk (SWR).
En 2012, la emisora SWR adoptó la decisión, por razones de ahorro presupuestario, de fusionar en una sola sus dos orquestas, la de Baden-Baden y Frigurgo con la Orquesta Sinfónica de la Radio de Stuttgart, a partir de 2016. La nueva orquesta, Sinfónica de la SWR, que no asumiría las dos plantillas completas, tiene su sede en Stuttgart, lo que supone, en la práctica, la desaparición de la orquesta Sinfónica de la SWR Baden-Baden y Friburgo. Esta medida encontró la oposición de gran parte del mundo musical, publicándose cartas abiertas firmadas por numerosos compositores y directores de orquesta, solicitando su reconsideración. Finalmente, el último concierto de la orquesta se celebró en Friburgo, el 17 de julio de 2016, bajo la dirección de Roth.

## Directores
- 1948-1968: Hans Rosbaud. Bajo su dirección la orquesta presentó estrenos de obras de Paul Hindemith e Igor Stravinski. Ambos se presentaron también como directores invitados. En 1958, Pierre Boulez comenzó su carrera como director de orquesta, siendo artista residente de la orquesta.
- 1964-1979: Ernest Bour. Estrenó Lontano, de György Ligeti, junto con otros 100 estrenos, pero mantiene al mismo tiempo un programa de conciertos clásico.
- 1980-1986:  Kazimierz Kord. Disfrutan de atención especial los programas de música de la Europa Oriental, (Chaikovski, Shostakóvich o Lutosławski).
- 1986-1999: Michael Gielen. Bajo el lema "la música es indivisible", Gielen iguala la música clásica con la moderna, presentando junto a los estrenos de Mathias Spahlinger o Mauricio Kagel los ciclos sinfónicos completos de Beethoven y Mahler.
- 1999-2011: Sylvain Cambreling. Junto a su preferencia por Mozart y Haydn, Cambreling presentó ciclos de Messiaen y Berlioz, y ensanchó el repertorio francés con compositores menos conocidos, desde Rameau hasta Gérard Grisey. Destaca el estreno, en el Festival de Salzburgo de 2000, de la ópera de Kaija Saariaho L'amour de loin, bajo la dirección de Kent Nagano.
- 2011-2016: François-Xavier Roth. En su segunda temporada programó ciclos dedicados a Beethoven y Richard Strauss combinados con música contemporánea, así como un proyecto europeo, dirigido por Cambreling, consistente en la ejecución en versión de concierto de Moses und Aron, de Schönberg en diversos auditorios de Europa. En el verano de 2013 participó en el ciclo integral de las sinfonías de Mahler, en el marco del Festival de Salzburgo, con la interpretación de la sexta sinfonía, bajo la dirección de Gielen. En 2015 hizo su primera aparición en los Proms londinenses. Roth dirigió el último concierto de la orquesta antes de su disolución.